# Взрыв на пороховом заводе «Эластик» (2025)
Взрыв на пороховом заводе «Эластик» 15 августа 2025 года произошёл в Шиловском районе Рязанской области. Погибли 25 человек, не менее 135 человек пострадало.

## Хронология событий
Утром 15 августа около 11:00 мск на пороховом цехе завода «Эластик», находящегося в лесной местности посёлка Лесной, и производящего боеприпасы и авиационное оружие, произошли пожар и взрыв. В результате здание цеха было полностью разрушено.
Издание Astra со ссылкой на МЧС России написало, что сначала начался пожар, который затем перекинулся на три здания — склад со снарядами, снаряженными тротилом, и здания второго производственного цеха. Цех в том числе занимался производством снарядов калибра 152 мм.
Вечером 15 августа на территории Шиловского района был введён режим ЧС.

## Расследование
По предварительным данным, причиной взрыва стало нарушение требований промышленной безопасности. В одном из цехов мог произойти технологический сбой, после чего произошла детонация.
Следственный комитет России возбудил уголовное дело по статье 217, часть 3 УК РФ (нарушение требований промышленной безопасности опасных производственных объектов, повлекшее по неосторожности смерть двух или более лиц).

## Последствия
Губернатор Рязанской области Павел Малков заявил, что семьям погибших будет выплачено более 1,5 миллиона рублей, пострадавшим — от 313 500 до 627 000 рублей в зависимости от причинённого здоровью вреда.
18 августа в Рязанской области был объявлен днём траура.